# Маха (газове родовище)
Маха – індонезійське офшорне газове родовище, виявлене у Макасарській протоці.
Маха належить до нафтогазового басейну Кутей, виникнення якого передусім пов’язане із виносом осадкового матеріалу потужною річкою Махакам. Родовище виявили у 2002 році унаслідок спорудження розвідувальної свердловини Maha-1. Після цього настала тривала перерва і лише у 2021-му пробурили оцінну свердловину Maha-2, закладену в районі з глибиною моря 1115 метрів. Вона досягнула глибини у 2970 метрів та виявила газонасичений інтервал завтовшки 43 метри. Також є плани спорудити ще дві оцінні свердловини. 
Поклади вуглеводнів Маха пов’язані із пісковиками епохи пліоцену. Запаси родовища первісно оцінили на рівні 17 млрд м3.
Родовище належить до ліцензійної ділянки Ганал-Захід, права на яку з 2019 року має консорціум італійського нафтогазового гіганта Eni (40% участі, оператор), Neptune Energy та індонезійської державної Pertamina (по 30%). 
Станом на початок 2020-х видобуток на родовищі так і не розпочали. При цьому первісно планувалось, що воно може розроблятись разом з родовищами Гендало та Ганданг за допомогою плавучої установки. Втім, на момент спорудження Maha-2 вже почалась розробка розташованого за 16 км родовища Джагкрік, тому існують плани підключення Маха до його інфраструктури.